# Ligamentum palpebrale mediale
Het ligamentum palpebrale mediale is een ligament dat vastzit aan de oogleden. Het is ongeveer 4 millimeter lang en 2 millimeter breed. Van voren zit het vast aan het bovenste uitstekende gedeelte van het bovenkaakbeen, en van achteren zit het vast aan het traanbeen. Zijdelings zit het vast aan de tarsi van de bovenste en onderste oogleden. Het ligt over de traanzak heen en het splitst zich op in twee delen, een onderste en een bovenste gedeelte, die elk vastzitten aan de bijbehorende oogleden, daar waar de oogleden samenkomen. Vanuit het achterliggende gedeelte van het ligament ontspruit een plat, wit vlies (aponeurose), dat zich over de traanzak uitspreidt. Dit vlies zit vast aan de achterste richel van het traanbeen. 